# 161 Athor
Athor /ˈæθər/ (định danh hành tinh vi hình: 161 Athor) là một tiểu hành tinh kiểu M ở vành đai chính. Ngày 19 tháng 4 năm 1876, nhà thiên văn học người Mỹ gốc Canada James C. Watson phát hiện tiểu hành tinh Athor khi ông thực hiện quan sát tại Đài quan sát Detroit và đặt tên nó theo tên Hathor, nữ thần sinh sản trong thần thoại Ai Cập.
Một lần tiểu hành tinh này che khuất ngôi sao khác đã được quan sát thấy vào ngày 15 tháng 10 năm 2002 dẫn tới việc ước lượng đường kính là 47,0 km.